# Helmut Hodel
Helmut Hodel (* 26. April 1925 in Karlsruhe; † 29. Februar 2016) war ein deutscher Fußballfunktionär. Hodel war von 1964 bis 1968 1. Vorsitzender des Karlsruher SC. Zuvor war er von 1953/54 bis 1957/58 und 1962/63 und 1963/64 im Amt des Spielausschussvorsitzenden am Karlsruher Adenauerring aktiv gewesen. Er hatte damit wesentlichen Anteil am Gewinn der zwei DFB-Pokalerfolge in den Jahren 1955 und 1956 sowie am Einzug in das Endspiel um die deutsche Fußballmeisterschaft 1956. Von 1958 bis 1962 führte der A-Lizenz-Trainer die KSC-A-Jugend mit Spielern wie Horst Wild, Rolf Kahn, Willi Dürrschnabel, Udo Glaser und Roland Weida 1961 und 1962 zu zwei süddeutschen Meisterschaften.

## Frühe Jahre bis zur Präsidentschaft
Als Jugendlicher war Hodel ein talentierter Leichtathlet und badischer Jugendmeister in Weitsprung und Hundertmeterlauf gewesen. Gegen Ende des Zweiten Weltkriegs wurde er verwundet und geriet in französische Kriegsgefangenschaft. Nach seiner Flucht gelangte er im Juli 1945 wieder nach Karlsruhe und begann mit dem Studium der Betriebswirtschaft. Da seine Eltern binnen sechs Monaten starben, konnte er das Studium nicht mehr finanzieren und begann deshalb eine Berufsausbildung bei der LVA in Karlsruhe. Bis zu seinem Abschied im Jahr 1990, war er bis zum Leitenden Verwaltungsdirektor aufgestiegen.
Über den Sohn des damaligen 1. Vorsitzenden Felix Rittberger kam er 1948 zum VfB Mühlburg. Er übernahm die Aufgabe des Jugendleiters und baute eine erfolgreiche Jugendabteilung auf. In der Generalversammlung 1952 wurde er zum Spielausschussvorsitzenden gewählt. Als Verwaltungsrat war er auch in dieser Zeit in die Fusionsverhandlungen mit Phönix Karlsruhe und der Stadt Karlsruhe eingebunden, die schließlich mit der zweiten Abstimmung in Mühlburg am 16. Oktober 1952 die Zustimmung zum neuen Großverein Karlsruher SC erbrachte. Unter Rittberger-Nachfolger Heinz von der Heydt – Rittberger war im Juni 1952 verstorben –, war Hodel zeitintensiv in die Beobachtung und Verpflichtung von Neuzugängen eingebunden. Er war bei den Verpflichtungen von Heinz Trenkel und Edmund Adamkiewicz aus Hamburg für den VfB Mühlburg ebenso im Einsatz, wie er beispielsweise Walter Baureis 1953 von Viernheim und Wilhelm Dimmel 1954 aus Leimen zum KSC brachte. Weitere gute Erfahrung machte man bei den Blau-Weißen mit seinen Verpflichtungen von Spielern wie Bernhard Termath, Siegfried Geesmann, Heinz Ruppenstein, Werner Hesse, Willy Reitgaßl, Otto Geisert, Gerhard Kentschke und Klaus Zaczyk.
Das wichtigste für die Spieler dieser Ära war neben dem fußballerischen Vermögen des Clubs, die Vermittlung einer guten Arbeitsstelle. Hodel nannte im KSC-Buch den damaligen Karlsruher Oberbürgermeister Günther Klotz sowie Alex Möller als seine „tatkräftigsten Unterstützer“ in dieser Mission. Die Stadt Karlsruhe (Rudi Fischer, Walter Baureis, Max Schwall), Badische Bank (Kurt Sommerlatt, Oswald Traub), Karlsruher Lebensversicherung (Heinz Ruppenstein), Siegfried Geesmann, Werner Hesse (LVA) und das Badenwerk (Bernhard Termath) stellten nach Vorsprache des Kontaktmannes Hodel, gute Arbeitsplätze für die Neuzugänge zur Verfügung.

## Vorstand des Karlsruher SC
Im zweiten Jahr der neuen Fußball-Bundesliga, 1964/65, übernahm Hodel den 1. Vorsitz beim Karlsruher SC. In dieser Zeit der Neuausrichtung im bundesrepublikanischen Spitzenfußball vom finanziell überblickbaren Vertragsfußballer der regionalen Oberligen hin zum Lizenzspieler der eingleisigen Bundesliga mit professionellem Zuschnitt, verließ den überaus erfolgreichen Macher der Karlsruher Oberligazeit das notwendige Glück bei den Trainer- wie auch den meisten Spielerverpflichtungen. Der KSC spielte von Beginn der Bundesliga konstant um den Abstieg, nach der fünften Runde, 1967/68, stieg er in die Regionalliga Süd ab. Nach dem Abstieg beendete Helmut Hodel seine Funktionärstätigkeit beim Karlsruher SC.
Im badischen Amateurfußball machte er sich in späteren Jahren, insbesondere durch seine Tätigkeit beim TSV Reichenbach, den er aus der 2. Amateurliga Mittelbaden 1979/80 in die Verbandsliga Nordbaden führte, auch als Trainer einen guten Namen.
Der KSC gedachte des langjährigen Ehrenmitglieds mit einer Traueranzeige am 4. März 2016 in den Badischen Neuesten Nachrichten (BNN).